# Hypochilus gertschi
Espèce
Hypochilus gertschi est une espèce d'araignées aranéomorphes de la famille des Hypochilidae.

## Distribution
Cette espèce est endémique des Appalaches aux États-Unis. Elle se rencontre dans le Sud-Ouest de la Virginie-Occidentale et dans l'Ouest de la Virginie,.

## Description
Le mâle holotype mesure 8,5 mm et la femelle paratype 14,0 mm.

## Étymologie
Cette espèce est nommée en l'honneur de Willis John Gertsch.

## Publication originale
- Hoffman, 1963 : A second species of the spider genus Hypochilus from eastern North America. American Museum Novitates, no 2148, p. 1-8 (texte intégral).